# Arbeitsgemeinschaft Geschichte und EDV
Die Arbeitsgemeinschaft Geschichte und EDV e.V.  (AGE) ist ein eingetragener Verein, der sich die Förderung des EDV-Einsatzes als Mittel der Forschung und Lehre in der Geschichtswissenschaft zur Aufgabe gemacht hat. Der Verein mit Sitz in Bochum ist gleichzeitig die deutsche Sektion (German branch) der International Association for History and Computing (I-AHC).

## Geschichte
Mit der größeren Verbreitung des PC auch in den Geisteswissenschaften schlossen sich zu Beginn der 1990er Jahre Historiker verschiedener Universitäten und wissenschaftlicher Institute Deutschlands zusammen, um zunächst Kriterien für eine historische Fachinformatik zu entwickeln, die vor allem quantitative Methoden in den Vordergrund stellte. Dabei wurde schnell deutlich, dass angesichts der sich damals schon abzeichnende Möglichkeiten des EDV-Einsatzes zum Beispiel der Bildverarbeitung, eine reine Fachinformatik allein nicht ausreichend sein würde. So entschloss man sich zur Bildung einer Arbeitsgruppe, die möglichst viele Felder des Einsatzes  der elektronischen Datenverarbeitung in der Geschichtswissenschaft berücksichtigen würde. Der EDV-Einsatz in Forschung und Lehre in den Geisteswissenschaften sollte in allen seinen Facetten gefördert und kritisch reflektiert werden. Auf einem am 28. März 1993 von der Universität Bremen durchgeführten Workshop „Datenbanken in der Geschichtswissenschaft“ wurde schließlich zur Gründung eines nationalen eingetragenen Vereines für Geschichte und EDV aufgerufen, da in allen Nachbarländern ähnliche Vereine bereits bestanden, die sich auf internationaler Ebene zur „Association of History and Computing“ (AHC) zusammengeschlossen hatten. Bis dahin wurde die Verbindung von EDV und Geschichte in Deutschland ausschließlich durch den Verein „Quantum“ und die Zeitschrift Historische Sozialforschung hergestellt, wobei fast ausnahmslos die quantifizierende Geschichte im Vordergrund stand.
Aus diesem Impuls heraus wurde am 6. November 1993 im Institut für Europäische Geschichte in Mainz die Arbeitsgemeinschaft Geschichte und EDV e.V. (AGE e. V.) gegründet. Der Verein wollte ausdrücklich nicht als Konkurrent zu „Quantum“ auftreten, sondern ein Forum des Austausches für einen immer größeren Kreis von Historikern sein, die sich nicht allein auf die Nutzung der Textverarbeitung beschränken wollten und beim Einsatz von anspruchsvolleren, fachspezifischen Anwendungen fast zwangsläufig auf Probleme stießen. Gründungsmitglieder waren: Ulrike Albrecht, Jürgen Beine, Klaus-Peter Busche, Clemens Dillmann, Andreas Kunz, Ralph Ponemereo, Dieter Schott und Wolfgang Spickermann.
Die neu gegründete Arbeitsgemeinschaft Geschichte und EDV (AGE) e.V. wurde beim Vereinsregister Bochum unter 14 VR 2783 als gemeinnütziger e. V. eingetragen und in der Folge German National Branch des AHC. 1994 hatte die AGE 35 Mitglieder, heute umfasst sie mehr als 100 Mitglieder. Die erste Jahrestagung fand vom 23.–25. März 1994 bei der Gesellschaft für Wissenschaftliche Datenverarbeitung in Göttingen statt. Seitdem folgen jährlich Workshops und Tagungen, die seit einigen Jahren meistens im November veranstaltet werden.
Seit 2017 besteht der Vorstand aus Leif Scheuermann (1. Vorsitzender), Johannes Ibel (2. Vorsitzender), Patrick Reinhard (Schatzmeister), Ingo Stoffel (Schriftführer) und Wolfgang Spickermann (Beisitzer) sowie Maximilian Kalus, Jörn Kobes und Krešimir Matijević (kooptierte Beisitzer).

## Aufgaben
Die Arbeitsgemeinschaft Geschichte und EDV sieht sich als eine Vereinigung zur Förderung des EDV-Einsatzes als Mittel der Forschung und Lehre in den Geschichtswissenschaften.
Dem Erreichen der Ziele dienen unter anderem:
- Veranstaltungen von Tagungen und Vorträgen (jedes Jahr findet mindestens eine Konferenz mit Workshop statt)
- Herausgabe wissenschaftlicher Publikationen
- Informationsdienst für die Mitglieder
- Koordination von EDV-gestützten Projekten in Forschung und Lehre
- Zusammenarbeit mit Organisationen gleicher oder ähnlicher Zielrichtung

## Kooperationen
Engere Beziehungen bestehen weiterhin zur Arbeitsgemeinschaft für Quantifizierung und Methoden in der historisch-sozialwissenschaftlichen Forschung (QUANTUM) am Zentrum für historische Sozialforschung (ZHSF/GESIS) der Universität Köln.